# Кит (рід)
Кит (лат. Balaena) — один з найвідоміших родів морських ссавців, типовий рід родини китові (Balaenidae).

## Систематика
- Кит (рід)
  - † Balaena affinis (Пліоцен; Red Crag Formation, Велика Британія)
  - † Balaena arcuata (міоцен/пліоцен; Бельгія)
  - † Balaena dubusi (Міоцен/пліоцен; Бельгія)
  - † Balaena forsythmajori (Занклій; Case il Poggio. Італія)
  - † Balaena larteti (Неоген; Ланди, Франція)
  - † Balaena macrocephalus (Лангій; Сос, Франція)
  - † Balaena montalionis (П'яченцький ярус; Казіна, Італія).
  - Balaena mysticetus, Кит ґренландський (Пізній плейстоцен — сучасність)
  - † Balaena pampaea (Калабрійський ярус; Pampeana Formation, Аргентина)
  - † Balaena ricei (П'ячецький ярус, Йорктаунський ярус, Вірджинія, США).
  - † Balaena simpsoni ( Міоцен/Пліоцен; Ancud, Чилі)

## Назва в українській мові
Здебільшого назвою кит позначають усіх китовидих та інших великих китоподібних. Крім того, похідними від слова «кит» є назви багатьох китоподібних (напр., синій кит), що не входять до роду Balaena.
«Кит» як родова назва є нововведенням. У більшості давніх українських джерел рід Balaena називається ідентично до назви його єдиного сучасного виду — кит гренландський, Balaena mysticetus.